# Magdeburger Straßen/E
Nachfolgend werden Bedeutungen und Umstände der Namengebung von Magdeburger Straßen und ihre Geschichte aufgezeigt. Aktuell gültige Straßenbezeichnungen sind in Fettschrift angegeben, nach Umbenennung oder Überbauung nicht mehr gültige Bezeichnungen in Kursivschrift. Soweit möglich werden auch bestehende oder ehemalige Institutionen, Denkmäler, besondere Bauten oder bekannte Bewohnerinnen und Bewohner aufgeführt.
Die Liste erhebt zunächst noch keinen Anspruch auf Vollständigkeit.
Ebel-Privatweg; Stadtteil Kannenstieg; PLZ 39128
 ?
Ebendorfer Chaussee; Stadtteil Großer Silberberg; PLZ 39130
Heute: Agrarstraße (seit 1979) (deren nördlicher Teil)
Benannt nach dem nördlich von Alt Olvenstedt gelegenen Dorf Ebendorf. Die Straße führt von Olvenstedt nach Ebendorf. Mit der Eingemeindung Olvenstedts nach Magdeburg 1979 wurde eine Umbenennung der Straße erforderlich, da es in Magdeburg bereits eine gleichnamige Straße gab.
Ebendorfer Chaussee; Stadtteile Neue Neustadt; Neustädter Feld; Kannenstieg; Sülzegrund; Neustädter See und Großer Silberberg; PLZ 39124; 39128; 39126
Benannt nach dem nordwestlich von Magdeburg gelegenen Dorf Ebendorf. Die Straße führt von Magdeburg nach Ebendorf.
Ebendorfer Straße; Stadtteil Alt Olvenstedt; PLZ 39130
Heute: Agrarstraße (seit 1979) (deren südlicher Teil)
Benannt nach dem nördlich von Alt Olvenstedt gelegenen Dorf Ebendorf. Die Straße führt von Olvenstedt nach Ebendorf. Mit der Eingemeindung Olvenstedts nach Magdeburg 1979 wurde eine Umbenennung der Straße erforderlich, da es in Magdeburg bereits eine gleichnamige Straße gab.
Ebendorfer Straße; Stadtteil Stadtfeld Ost; PLZ 39108
Benannt nach dem nordwestlich von Magdeburg gelegenen Dorf Ebendorf. Diese Straße führt von Magdeburg in Richtung Ebendorf.
Eckernförder Straße; Stadtteil Westerhüsen; PLZ 39122
Benannt nach der Stadt Eckernförde in Schleswig-Holstein.
Ede-und-Unku-Weg; Stadtteil Großer Silberg; PLZ 39128
Benannt nach dem Roman Ede und Unku. Die Vorlage der Roman Figur Unku (Erna Lauenburger), war im Sammellager Holzweg/Großer Silberberg interniert und wurde von hieraus 1943 nach Auschwitz deportiert und ermordet. Das Sammellager befand sich an dem heutigen Ede- und Unku-Weg.
vormals: Holzweg (nördlichster Teil des Holzweges)
Edgar-Andre-Straße; Stadtteil Alt Olvenstedt; PLZ 39130
Heute: Oberer Sülzeweg
Die Straße war nach dem KPD-Politiker und Antifaschisten Etkar André benannt.
Editharing; Stadtteil Stadtfeld Ost; PLZ 39108
Benannt nach der Königin Editha. Mit den Straßen Sachsenring, Adelheidring und Kaiser-Otto-Ring bildete der Editharing ursprünglich einen Weg der westlich vor den Befestigungsanlagen der Stadt Magdeburg verlief und fast einen Halbkreis um die Stadt schloss. Durch den Bau der Stadtautobahn Magdeburger Ring wurde dieser Weg mehrfach unterbrochen. Der nördliche Teil des Editharings wurde durch die Stadtautobahn überbaut.
Egbert-Privatweg; Stadtteil Hopfengarten; PLZ 39120
Heute: Am Hopfengarten
Die benachbarte Friedrich Krupp AG Grusonwerk errichtete hier auf einem ursprünglich für eine mögliche Werkserweiterung vorgesehenen Gelände Häuser und Wohnungen für Werksangehörige. Bis 1938 wurden insgesamt 5 Bauabschnitte in der näheren Umgebung errichtet. 7 Straßen der ersten Bauabschnitte erhielten die Vornamen von 7 Kindern der Familie Krupp. Der Egbert-Privatweg war somit dem 1922 geborenen Eckbert von Bohlen und Halbach gewidmet und wurde im Jahr 1938 benannt.
Egelner Straße; Stadtteil Ottersleben; PLZ 39116
Vormals: Steinstraße
Benannt nach der südwestlich von Magdeburg in Sachsen-Anhalt gelegenen Stadt Egeln.
Egerländer Straße; Stadtteil Hopfengarten; PLZ 39120
Heute: Falterstieg (seit 1950)
Diese Straße war nach dem heute zu Tschechien gehörenden Egerland, dem ursprünglichen Siedlungsgebiet eines Teils der Sudetendeutschen, benannt. 1950 wurde sie umbenannt. Namen von Orten, aus denen die deutsche Bevölkerung nach dem Zweiten Weltkrieg vertrieben worden war oder die nicht mehr zu Deutschland gehörten, sollten nicht mehr erscheinen.
Egerländer Weg; Stadtteil Stadtfeld West; PLZ 39110
Benannt nach dem ursprünglichen, heute zu Tschechien gehörenden, Siedlungsgebiet eines Teils der Sudetendeutschen Egerland.
Eggersdorfer Straße; Stadtteil Fermersleben; PLZ 39122
Benannt nach dem südlich von Schönebeck (Elbe) in Sachsen-Anhalt gelegenen Dorf Eggersdorf.
Bekannte Personen die hier lebten:
- Hans Hauschulz, SED-Politiker, lebte zumindest um 1950 im Haus Nr. 20.

Egmontstraße; Stadtteil Sudenburg; PLZ 39116
Die Straße liegt in der Goethesiedlung. Wie die meisten Straßen der Gegend nimmt der Name daher Bezug auf den Dichter Johann Wolfgang von Goethe und sein Werk. Egmont ist der Name eines Bühnenwerks Goethes. Diese Benennung geht wiederum zurück auf den holländischen Freiheitskämpfer Lamoral Graf von Egmont.
Ehlegrund; Stadtteil Berliner Chaussee; PLZ 39114
Die Straße wurde nach dem Wasserlauf Ehle benannt, der in einer gewissen räumlichen Nähe zur Straße verläuft.
Eibenweg; Stadtteil Cracau; PLZ 39114
Mit Beschluss des Stadtrates vom 6. Juli 2006 wurde die Straße nach der Pflanzengattung der Eiben benannt. Die Benennung war durch die notwendige Erschließung einiger Baugrundstücke erforderlich geworden. Bei der Auswahl des Namens folgte man einem Vorschlag der Bauherrengemeinschaft. Diese hatte mit einem Schreiben der Magdeburger Eheleute Undine und Hartmut Rhein die Benennung vorgeschlagen. Da die Straße zwischen den Straßen Heyneckes Garten und Zur Pappel liegt, würde so ein weiterer Akzent auf Gärten und Bäume gelegt.
Eichendorffstraße; Stadtteil Herrenkrug; PLZ 39114
Benannt nach dem deutschen Schriftsteller Joseph Freiherr von Eichendorff.
Eichenweg; Stadtteil Hopfengarten; PLZ 39120
Benannt nach dem Laubbaum Eiche.
Eichplatz; Stadtteil Ottersleben; PLZ 39116
Vormals:
Horst-Wessel-Platz
Geschwister-Scholl-Platz
Dieser Platz lag noch zum Anfang des 19. Jahrhunderts als Anger nördlich vor dem Dorf Ottersleben. Im Zuge der Fertigstellung der Halberstädter Chaussee um 1820 und einer Dorferweiterung nach Norden veränderte sich auch die Bebauung des Gebiets. Es entstanden insgesamt 6 Straßen, die sich an der Stelle des Eichplatzes trafen. Der Platz selber war, abgesehen von den Fahrstreifen der Straßen, unbefestigt und mit Unkraut bewachsen. Entlang der Straßen verlief eine Gosse. Eine erste zaghafte Gestaltung des Platzes soll 1898 durch Pflanzung einer einzelnen Eiche erfolgt sein. Das spätere Schicksal des Baums ist nicht bekannt. Die Ottersleber nannten den Platz jedoch nach diesem Baum An der Eiche oder auch Auf der Eiche. Durch die Einrichtung der Post im Jahr 1900, mehrerer Geschäfte, zweier Arztpraxen und der Haltestelle für Busse wurde der Platz aufgewertet. Eine amtliche Benennung war jedoch nicht erfolgt. Die Gebäude gehörten zu den anliegenden Straßen.
Unter dem NSDAP-Bürgermeister Grünberg wurde der Platz 1937 umgestaltet, auch mit dem Ziel, auf ihm Kundgebungen der NSDAP durchzuführen. Der Platz wurde gepflastert. Es verblieben lediglich 2 Grünstreifen. Im östlichen Teil wurde eine Normaluhr und eine Wasserpumpe aufgestellt. Im Rundteil errichtete man einen vierarmigen Kandelaber. Der Platz erhielt als amtlichen Namen die Bezeichnung Horst-Wessel-Platz nach dem NSDAP-Mitglied Horst Wessel.
Nach dem Ende des Nationalsozialismus wurde er in Geschwister-Scholl-Platz umbenannt. Zwischen 1953 und 1964 diente der Platz auch als Wendestelle einer O-Bus-Linie. 1964 wurde die defekte Uhr renoviert.
Nach der Wende des Jahres 1989 wurde der Platz dann in Eichplatz umbenannt. Diese Umbenennung führte zu Kritik, da sie auch als Ablehnung der Geschwister Scholl missverstanden werden konnte. Eine benachbarte Straße wurde jedoch in Geschwister-Scholl-Straße umbenannt. Zwischen 1997 und 1999 wurde der Platz, der sich zum Mittelpunkt des Stadtteils Ottersleben entwickelt hat, grundlegend umgestaltet. Auf dem Platz wurden, dem Namen entsprechend, diverse Eichen gepflanzt.
Eickendorfer Straße; Stadtteile Fermersleben; PLZ 39122
Benannt nach dem bei Schönebeck (Elbe) in Sachsen-Anhalt gelegenen Dorf Eickendorf.
Eifelstraße; Stadtteil Alte Neustadt; PLZ 39106
Vormals: Steubenstraße
Heute: Telemannstraße (seit 1967)
Diese Straße war nach dem deutschen Mittelgebirge Eifel benannt. Anlässlich des 200. Todestages des Magdeburger Komponisten Georg Philipp Telemann wurde sie während der 1967 durchgeführten 3. Telemann-Festtage umbenannt.
Eigene Scholle; Stadtteil Prester; PLZ 39114
 ?
Eimersleber Weg; Stadtteil Diesdorf; PLZ 39110
Benannt nach dem westlich von Magdeburg in Sachsen-Anhalt gelegenen Dorf Eimersleben.
Einbahnstraße; Stadtteil Beyendorf-Sohlen; PLZ 39122
 ?
Einsteinstraße; Stadtteil Altstadt; PLZ 39104
Vormals: Blumenthalstraße
Benannt nach dem Wissenschaftler und Nobelpreisträger Albert Einstein.
Eisenacher Straße; Stadtteil Westerhüsen; PLZ 39122
Benannt nach der Stadt Eisenach in Thüringen.
Eisenbahn-Privatstraße; Stadtteil Salbke; PLZ 39122
Heute: Siedlung Freundschaftsweg
siehe Siedlung Freundschaftsweg
Eisenbahnstraße; Stadtteil Neue Neustadt; PLZ 39124
Heute: Laaßstraße
Diese Straße trug ursprünglich, sie verläuft direkt neben der Eisenbahnstrecke Magdeburg-Berlin/Stendal, den Namen Eisenbahnstraße.
Eisleber Straße; Stadtteil Lemsdorf; PLZ 39118
Benannt nach der Stadt Lutherstadt Eisleben in Sachsen-Anhalt.
Eisnerstraße; Stadtteil Stadtfeld West; PLZ 39110
Benannt nach dem deutschen Politiker und Schriftsteller Kurt Eisner.
Eisvogelstraße; Stadtteil Stadtfeld West; PLZ 39110
Benannt nach dem Eisvogel.
Elbenauer Straße; Stadtteil Cracau; PLZ 39114
Benannt nach dem südlich von Magdeburg in Sachsen-Anhalt gelegenen Dorf Elbenau.
Elbeuer Straße; Stadtteil Rothensee; PLZ 39126
Benannt nach dem südlich von Wolmirstedt in Sachsen-Anhalt gelegenen Dorf Elbeu.
Elbinger Straße; Stadtteil Stadtfeld Ost; PLZ 39108
Später:
* Majakowskistraße
Heute:
* Fritz-Reuter-Straße
Die Straße war nach der in Westpreußen gelegenen Stadt Elbing benannt. Seit 1945 gehört Elbing zu Polen. Vor diesem Hintergrund wurde sie in der DDR-Zeit umbenannt.
Elbstraße; Stadtteil Buckau; PLZ 39104
Die Straße ist nach dem Fluss Elbe benannt. Die Straße führt von Buckau aus direkt an das Elbufer.
Elbweg; Stadtteil Fermersleben; PLZ 39122
Die Straße ist nach dem Fluss Elbe benannt. Die Straße führt von Fermersleben aus in Richtung Elbe.
Elisenstraße; Stadtteil Fermersleben; PLZ 39122
 ?

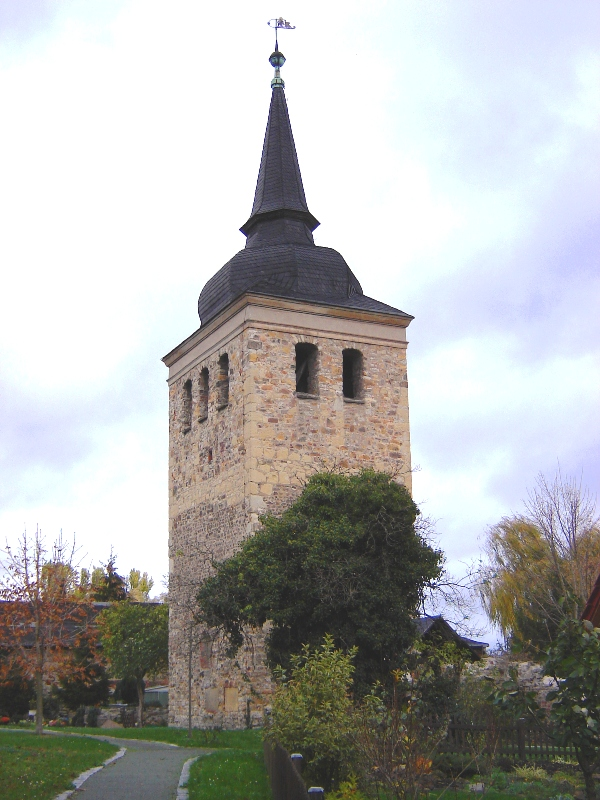
Turm der Sankt-Stephanus-Kirche

Elmer Straße; Stadtteil Westerhüsen; PLZ 39122
Vermutlich benannt nach dem Höhenzug Elm.
Institutionen, Bauwerke, Denkmäler:
- Haus Nr. 2, Sankt-Stephanus-Kirche, evangelische Kirche von der nur der Kirchturm erhalten blieb.

Elsässer Straße; Stadtteil Salbke; PLZ 39122
Heute: * Faulmannstraße
Die Straße war nach dem heute zu Frankreich gehörenden Gebiet Elsass benannt. In der DDR-Zeit wurden sämtlich Straßen, deren Benennung auf Gebiete verwiesen, die nach dem Zweiten Weltkrieg nicht mehr zu Deutschland (DDR oder BRD) gehörten, umbenannt. So auch die Elsässer Straße.
Elsterweg; Stadtteil Stadtfeld West; PLZ 39110
Benannt nach dem Vogel Elster.
Emanuel-Larisch-Weg; Stadtteil Leipziger Straße; PLZ 39112
Vormals: Wachtturmstraße (bis 1950)
Benannt nach dem KPD-Politiker und Widerstandskämpfer gegen den Nationalsozialismus Emanuel Larisch.
Emdener Weg; Stadtteil Stadtfeld West; PLZ 39110
Vormals: Ypernstraße
Benannt nach dem in der Magdeburger Börde gelegenen Dorf Emden.
Emil-Rungwerth-Weg; Stadtteil Alt Olvenstedt; PLZ 39130
Benannt nach dem Heimatforscher und Schulleiter Emil Rungwerth.
Emilien-Privatweg; Stadtteil Stadtfeld Ost; PLZ 39108
 ?
Emilienstraße; Stadtteil Stadtfeld Ost; PLZ 39108
Heute: Steinigstraße
 ?
Enckeplatz; Stadtteil Stadtfeld West; PLZ 39110
Heute: Beimsplatz
Benannt nach dem preußischen Generalleutnant der Festungsartillerie August Encke (1794–1860).
Enckestraße; Stadtteile Stadtfeld West und Sudenburg; PLZ 39110 und 39112
Heute: Beimsstraße
Benannt nach dem preußischen Generalleutnant der Festungsartillerie August Encke (1794–1860), räumlicher Bezug zur westlich gelegenen nach 1918 angelegten Encke-Kaserne.
Endelstraße; Stadtteil Alte Neustadt; PLZ 39106
 ?
Engel-Privatweg; Stadtteil Nordwest; PLZ 39128
 ?
Erdbeerweg; Stadtteil Ottersleben; PLZ 39116
Die Straße wurde durch Beschluss des Stadtrates vom 12. Mai 2005 nach der Gartenpflanze Erdbeere benannt. Mit der Benennung sollte für die neu entstehende Straße die Namensthematik der benachbarten Straßen nach „Obstarten“ fortgeführt werden, die ursprünglich auf die Benennung der Straße Am Birnengarten, angelehnt an eine ursprüngliche Nutzung des Gebiets, zurückgeht.
Erfurter Straße; Stadtteil Westerhüsen; PLZ 39122
Benannt nach Erfurt, der Landeshauptstadt von Thüringen.
Erhard-Hübener-Platz; Stadtteil Altstadt; PLZ 39104
Vormals: Kreuzgangstraße (deren nordöstlicher Teil)
Der nördlich der 2005 errichteten Grünen Zitadelle bestehende neu gestaltete Platz wurde am 9. November 2006 nach dem ersten Ministerpräsidenten Sachsen-Anhalts Erhard Hübener benannt. Der Benennung war ein Antrag der FDP-Ratsfraktion vorausgegangen, in welchem der Bereich zwischen Breitem Weg und Regierungsstraße zur Umbenennung bzw. Benennung vorgeschlagen wurde. Diesem Wunsch folgend hatte die Stadtverwaltung eine entsprechende Drucksache eingebracht. Mit Änderungsantrag der CDU-Fraktion, wurde das östliche Teilstück dieser Fläche dann jedoch nicht als Erhard-Hübener-Platz benannt, sondern der Kreuzgangstraße zugeordnet.
Erich-Brose-Weg; Stadtteil Ottersleben; PLZ 39116
Am 7. September 2000 benannte der Magdeburger Stadtrat diese Straße nach dem Ottersleber Heimatforscher Erich Brose. Die Benennung ging auf einen Vorschlag Ottersleber Bürger zurück. Die neue Straße war als Erschließungsstraße für auf einem ehemals gewerblich genutzten Gebiet neu geplante Häuser im Bebauungsplan Frankefelde Ostseite Teil A erforderlich geworden.
Erich-Kästner-Straße; Stadtteil Prester; PLZ 39114
Benannt nach dem deutschen Schriftsteller Erich Kästner.
Erich-Mühsam-Straße; Stadtteil Sudenburg; PLZ 39116
Vormals: Plüschowstraße
Benannt nach dem deutschen Schriftsteller und Anarchisten Erich Mühsam.
Erich-Sichting-Straße; Stadtteil Alt Olvenstedt; PLZ 39130
Vormals: Rosa-Luxemburg-Straße
Heute: Wisninger Straße
Die Straße war nach dem KPD-Politiker und Magdeburger Sportfunktionär Erich Sichting benannt.
Erich-Weinert-Straße; Stadtteile Leipziger Straße und Buckau; PLZ 39112 und 39104
Vormals:
- Steindamm
- Werner-Fritze-Straße

Benannt nach dem Schriftsteller Erich Weinert.
Erlenweg; Stadtteil Hopfengarten; PLZ 39120
1938 benannt nach dem Laubbaum Erle.
Erlkönigstraße; Stadtteil Sudenburg; PLZ 39116
Die Straße befindet sich in der Goethesiedlung. Wie bei der Mehrzahl der Straßen in diesem Wohngebiet bezieht sich die Benennung auf das Werk des Dichters Johann Wolfgang von Goethe. Erlkönig ist der Titel einer Ballade Goethes.
Ernst-Brandt-Straße; Stadtteil Leipziger Straße; PLZ 39112
Heute: Rudolf-Wolf-Straße
Die Straße war nach dem KPD-Politiker Ernst Brandt benannt.
Ernst-Lehmann-Straße; Stadtteil Alte Neustadt; PLZ 39106
Vormals: Pionierstraße
Benannt nach dem SPD-Politiker und im Widerstand gegen den Nationalsozialismus engagierten Ernst Lehmann.
Ernst-Reuter-Allee; Stadtteil Altstadt; PLZ 39104
Vormals:
1. Neue Ulrichstraße
2. Wilhelmstraße (westliches Teilstück der heutigen Ernst-Reuter-Allee/bis zur heutigen Otto-von-Guericke-Straße)
3. Kölner Straße (westliches Teilstück der heutigen Ernst-Reuter-Allee/bis zur heutigen Otto-von-Guericke-Straße)
4. Stalinallee
5. Wilhelm-Pieck-Allee (ab 1956)

Benannt nach dem sozialdemokratischen Politiker und Oberbürgermeister Magdeburgs Ernst Reuter.
Diese Straße ist, obwohl in der Altstadt gelegen, in den wesentlichen Zügen erst nach dem Zweiten Weltkrieg entstanden. Nach der Stadtzerstörung 1631 hatte schon Otto von Guericke eine verbesserte Durchquerung der Stadt gewollt und geplant, konnte sie jedoch durch die kriegsbedingten schmalen Gelder der Stadt nicht verwirklichen. Erst nach dem Zweiten Weltkrieg und der erneuten Zerstörung wurde durch die Altstadt hindurch, unter Aufgabe der historischen Straßenzüge, eine neue Ost-West-Verbindung geschaffen. Die Ruine der Ulrichskirche stand außerhalb des neuen Straßenzugs, sie wurde gesprengt.
Ernst-Thälmann-Straße; Stadtteil Alt Olvenstedt; PLZ 39130
Vormals: Adolf-Hitler-Straße
Heute: Birkenallee
In der Zeit der DDR war diese Straße nach dem KPD-Politiker Ernst Thälmann benannt.
Ernst-Toller-Straße; Stadtteil Sudenburg; PLZ 39116
Vormals:
Boelckestraße
Rumeystraße
Benannt nach dem Schriftsteller, Revolutionär und Politiker Ernst Toller.
Ernst-vom-Rath-Platz; Stadtteil Altstadt; PLZ 39104
Später: Jakobikirchplatz
Dieser heute nicht mehr bestehende Platz war während der Zeit des Nationalsozialismus nach dem deutschen Diplomaten und Botschaftssekretär Ernst Eduard vom Rath benannt. Vom Rath starb am 9. November 1938 in Paris, zwei Tage nach dem Attentat von Herschel Grünspan. Dieser Vorfall diente als Vorwand für die Reichspogromnacht.
Ernst-Wille-Straße; Stadtteil Ottersleben; PLZ 39116
Vormals: Friedrichstraße
Benannt nach dem SPD-Politiker und Widerstandskämpfer gegen den Nationalsozialismus Ernst Wille.
Erpitzer Straße; Stadtteil Ottersleben; PLZ 39116
Benannt nach dem ursprünglich einmal östlich von Ottersleben gelegenen Ort Erpitz. Erpitz wurde jedoch bereits im Mittelalter zur Wüstung. Bereits 1360 erwirbt ein Ritter Bonike einen großen Teil der Feldflure. Der Name „Erpitz“ geht auf den slawischen Edlen Erpo zurück, um dessen Besitzungen es sich einmal handelte.
Erxleber Straße; Stadtteil Stadtfeld West; PLZ 39110
Benannt nach dem im Landkreis Börde in Sachsen-Anhalt gelegenen Dorf Erxleben.
Erzbergerstraße; Stadtteil Altstadt; PLZ 39104
Vormals: Beaumontstraße
Benannt nach dem Politiker der Zentrumspartei Matthias Erzberger.
Eschenröder Straße; Stadtteil Rothensee; PLZ 39126
Benannt nach dem im Landkreis Börde in Sachsen-Anhalt gelegenen Dorf Eschenrode.
Eschenweg; Stadtteil Hopfengarten; PLZ 39120
Benannt nach dem Laubbaum Esche.
Etgersleber Weg; Stadtteil Diesdorf; PLZ 39110
Die Straße wurde am 7. September 2000 nach dem südlich von Wanzleben in Sachsen-Anhalt gelegenen Dorf Etgersleben benannt. Der Name Etgersleben wurde gewählt, da in der Nachbarschaft der im Gebiet des Bebauungsplans Hohendodelebener Weg entstandenen neuen Straße diverse Straßen ebenfalls bereits nach Gemeinden aus der Magdeburger Börde benannt waren.
Eulespring; Stadtteil Ottersleben; PLZ 39116
An dieser Straße entspringt der Bachlauf Eulegraben.
Eupener Straße; Stadtteile Neue Neustadt und Nordwest; PLZ 39124 und 39128
Heute: Am Neustädter Feld
Die Straße war ursprünglich nach der heute zu Belgien gehörenden Stadt Eupen benannt. Eupen bildet das Zentrum der deutschsprachigen Minderheit in Belgien und war zwischen 1940 und 1944 durch Deutschland annektiert. Die Benennung erschien nach dem Zweiten Weltkrieg als politisch anstößig. Dies dürfte der Grund gewesen sein, dass sie nach dem Zweiten Weltkrieg umbenannt wurde.
Europaring; Stadtteile Stadtfeld West und Stadtfeld Ost; PLZ 39110 und 39108
Mit dieser Benennung nach dem Kontinent Europa sollte der europäische Gedanke gewürdigt werden.